# Circuit national suisse d'escrime
 (novembre 2012).
Si vous disposez d'ouvrages ou d'articles de référence ou si vous connaissez des sites web de qualité traitant du thème abordé ici, merci de compléter l'article en donnant les références utiles à sa vérifiabilité et en les liant à la section « Notes et références ».
Le circuit national suisse d'escrime est une série de compétitions nationales d'escrime suisses comptant pour le classement national ainsi que pour les qualifications aux tournois de sélection internationaux, aux championnats suisses et au Swiss fencing challenge. le circuit national est organisé aux trois armes (épée, sabre, fleuret) pour les catégories minimes (moins de 13 ans), cadets (moins de 17 ans), Juniors (moins de 20 ans), Seniors (Élite) et vétérans (plus de 40 ans, plus de 50 ans et plus de 60 ans).

## Fonctionnement
Le circuit national comprend une série de tournois nationaux dans chaque catégorie répartis tout au long de l'année. Chaque tournoi possède un certain coefficient pouvant aller de 0,5 à 2,5 (championnats suisses) censé représenter la difficulté du tournoi. Le vainqueur remporte le nombre de points donné par le coefficient (1 = 100,1 pts ; 1,5 = 150,1 pts, etc.) et les suivants reçoivent le nombre de points donné par le coefficient en fonction de leur place, du nombre de participants, et des têtes de séries des participants. Ces points s'additionnent à chaque tournoi pour créer le classement national. Tous les tireurs sélectionnés par canton pour ces tournois apparaissent dans ce classement, mais à partir d'un certain tableau (la plupart du temps derrière le 64), les tireurs ne marquent plus de points, et les tireurs n'ayant aucun point n'apparaissent pas au classement final. À la fin de la saison, les 32 meilleurs tireurs classés de chaque catégorie (16 chez les femmes) sont sélectionnés pour participer au Swiss fencing challenge qui est la finale du circuit national. Lors de cette compétition est remise une coupe nationale au vainqueur du tournoi dans chaque catégorie ainsi qu'au vainqueur du circuit national dans chaque catégorie.

## Catégories
- Épée :
  - Minimes (M13) : 10 compétitions individuelles, 4 compétitions par équipes, finale.
  - Cadets (M17) : 2 tournois de sélection, 9 compétitions individuelles, 3 compétitions par équipes, championnat national, finale.
  - juniors (M20) : 2 tournois de sélection, 5 compétitions individuelles, 2 compétitions par équipes, championnat national, finale.
  - Seniors : 9 compétitions individuelles (à part des tournois de sélection), 1 compétition par équipes, championnat national, finale.
  - vétérans : 8 compétitions individuelles, championnat national, finale.

- Sabre :
  - Minimes (M13) : 7 compétitions individuelles.
  - Cadets (M17) : 1 tournoi de sélection, 7 compétitions individuelles, championnat national.
  - juniors (M20) : 1 tournoi de sélection, 7 compétitions individuelles, championnat national.
  - Seniors : 8 compétitions individuelles (à part des tournois de sélection), championnat national.

- Fleuret :
  - Minimes (M13) : 5 compétitions individuelles.
  - Cadets (M17) : 2 tournois de sélection, 5 compétitions individuelles, championnat national.
  - juniors (M20) : 1 tournoi de sélection, 4 compétitions individuelles, championnat national.
  - Seniors : 2 compétitions individuelles, championnat national.

## Saisons

### 2012-2013
- Epée masculine :
  - tenant actuel (roulage en cours) : Philippe Oberson, 2e Christophe Pannatier
  - Champion suisse : Max Heinzer, vice-champion suisse Fabian Kauter

- Epée féminine :
  - tenante actuelle : Anina Hochstasser, 2e Angela Krieger
  - Championne suisse : Laura Stähli, vice-championne suisse Angela Krieger

### 2011-2012
- Epée masculine :
  - Vainqueur : Valentin Pirek, 2e : Christophe Pannatier
  - Champion suisse : Fabian Kauter, vice-champion suisse : Giacomo Paravicini
  - Vainqueur SFC : Max Heinzer, 2e : Christian Dousse

- Epée Féminine :
  - Vainqueur : Angela Krieger, 2e : Lara Imhof
  - Championne suisse : Tiffany Géroudet, 2e : Anina Hochstasser
  - Vainqueur SFC : Angela Krieger, 2e : Gwendolyn Graf